# Neomalaxa flava
Neomalaxa flava är en insektsart som beskrevs av Frederick Arthur Godfrey Muir 1918. Neomalaxa flava ingår i släktet Neomalaxa och familjen sporrstritar. Inga underarter finns listade i Catalogue of Life.